# Delta del Mississippi

Mappa del Delta del Mississippi.

Il Delta del Mississippi, in inglese Mississippi Delta (da non confondere con il delta fluviale del fiume Mississippi sfociante circa 300  miglia a sud nel Golfo del Messico) è una piana alluvionale situata nella parte nord-occidentale dello Stato del Mississippi (comprendendo anche aree dell'Arkansas e della Louisiana), delimitata dai fiumi Yazoo (ad est) e Mississippi (ad ovest). L'area è stata chiamata "The Most Southern Place on Earth" (la regione più meridionale della Terra, "sudista" nel senso del profondo sud americano) a causa della sua storia razziale, culturale ed economica.
La regione si estende su una superficie di 4415000 acri (17870 chilometri quadrati), ovvero quasi 7000 miglia quadrate. Ha una lunghezza di circa 200 miglia (320 km) ed una larghezza massima di 87 miglia (140 km).
Originariamente coperta da una foresta di latifoglie nelle aree pianeggianti, venne progressivamente adibita alla coltivazione del cotone, divenendone, prima della guerra civile americana, uno dei principali centri di produzione. La regione attirò molti speculatori che svilupparono la terra per le piantagioni di cotone. Diventarono fiorenti piantatori grazie al lavoro degli schiavi neri, che costituivano la maggioranza della popolazione di questa regione. Le condizioni di vita della popolazione afroamericana rimasero molto difficili anche dopo la fine della guerra di secessione, durante l'era della ricostruzione a causa delle persistenti difficoltà economiche e della discriminazione.
Musicisti afroamericani hanno sviluppato nella regione forme particolari di blues (Delta blues) e jazz, influenzando inoltre lo sviluppo del rock and roll. Gli afroamericani sono tuttora la maggioranza in diverse contee della regione, sebbene si stimi che più di 400.000 abbiano lasciato lo stato durante la grande migrazione afroamericana durante la prima metà del XX secolo, spostandosi verso città industriali nel nord-est, nel Midwest e nell'ovest. La regione ha inoltre attirato nel corso del XIX e nei primi decenni del XX secolo flussi migratori, ricevendo immigrati da Italia, Messico e Cina.
Intorno alla metà del XX secolo la perdita di forza lavoro nella regione causata dalla grande migrazione ha accelerato la meccanizzazione del settore agricolo, determinando un'ulteriore riduzione delle opportunità di impiego locali. La regione sta cercando di diversificare la sua economia, pur rimanendo legata all'agricoltura, oggi praticata in  monocolture intensive da grandi imprese.
La regione è soggetta alle inondazioni del Mississippi, le più grandi delle quali furono nel 1927 e nel 2011.